# Городно (Куньинский район)
Городно — деревня в Куньинском районе Псковской области России. Входит в состав Пухновской волости.
Расположена на северном побережье озера Городно, в 48 км к юго-западу от райцентра Кунья и в 11 км к востоку от волостного центра, деревни Пухново.

## Население
Численность населения деревни на 2000 год составляла 38 жителей.

## История
До 2005 года деревня входила в состав Западно-Двинской волости с центром в деревне Прихабы.